# Estádio Waldemar Teixeira de Faria
O estádio Waldemar Teixeira de Faria, conhecido como Farião, é um estádio de futebol localizado na cidade de Divinópolis, no estado de Minas Gerais, pertence ao Guarani Esporte Clube e tem capacidade para 4.181 pessoas.
Em 2014, a diretoria bugrina, em parceria com seus sócios torcedores, conseguiu a liberação do estádio  Waldemar Teixeira de Faria para seu mando de campo durante o Campeonato Mineiro. O laudo que permitiu a liberação dos jogos foi conseguido após uma reforma com o objetivo de melhorar a acessibilidade e segurança dos torcedores. Foi instalado um para-raios, realizada a cobertura de fiação exposta, correção de infiltrações e ajustes sanitários, abertura de portões dos dois lados do campo para ambulâncias, acesso radial nas arquibancadas para não gerar tumulto, corrimão central, adaptações para deficientes, bilheteria, banheiro acessíveis e pintura dos números dos assentos nas arquibancadas, toda a reforma foi custeada com dinheiro do clube.
O Guarani retornou seu mando de campo para o Farião e a partida que marcou o reencontro da equipe bugrina com sua apaixonada torcida foi disputada contra a equipe da Caldense. O resultado foi um empate em 0 a 0, que teve um público total de 1233 torcedores. Contra o Atlético o estádio foi liberado para receber 4.100 torcedores, embora o público nessa partida tenha sido de apenas 1.600 torcedores, talvez em decorrência aos altos valores cobrados pela entrada.[carece de fontes?]